# Pompei: La leggenda del Vesuvio
Pompei: La leggenda del Vesuvio, conosciuto in inglese come Pompei: The Legend of Vesuvius (o TimeScape: Journey to Pompeii), è un videogioco in stile avventura grafica sviluppato dalla Arxel Tribe e pubblicato dalla Cryo Interactive nel 2000 per Microsoft Windows e macOS in collaborazione con la Réunion des Musées Nationaux in Francia e la Soprintendenza Archeologica di Pompei in Italia.

## Trama
Di ritorno da una spedizione, il famoso esploratore e cartografo scozzese Adrien Blake scopre che la sua amata Sophie è scomparsa. Disperato, Adrien, immerso nei suoi manoscritti, scopre un'antica maledizione gettatagli dalla dea Ishtar, la quale, avendo Adrian rifiutato il suo amore, ha teletrasportato Sophia nella città di Pompei del 79 d.C., per la precisione quattro giorni prima della tremenda eruzione del vulcano Vesuvio, che risulterà nella distruzione totale della città. Blake deve tornare nell'anno 79, trovare Sophie e tornare insieme a casa.

## Sviluppo
Il gioco utilizza il motore CINview engine, presente anche in Faust.

## Doppiaggio
| Personaggio         | Voce italiana         |
| ------------------- | --------------------- |
| Adrien Blake        | Massimo Antonio Rossi |
| Ishtar              | Grazia Verasani       |
| Popidius Hermes     |                       |
| Maenanius           | Gabriele Duma         |
| Popidius Secundus   |                       |
| Harpocrates         |                       |
| Eumachia            |                       |
| Lavinia             | Grazia Verasani       |
| Caius               |                       |
| Lucius Vetutius     | Gabriele Duma         |
| Dyonisus            | Massimo Malucelli     |
| Palmyre             |                       |
| Fructus             | Riccardo Rovatti      |
| Ascula              | Grazia Verasani       |
| Sacerdote di Apollo | Riccardo Rovatti      |
| Marcus Epidius      |                       |
| Helvius             | Gabriele Duma         |
| Pyrame              |                       |
| Sotericus           |                       |
| Pylade              |                       |
| Cuoco               | Riccardo Rovatti      |

## Accoglienza
| Testata                            | Giudizio |
| ---------------------------------- | -------- |
| GameRankings (media al 31-10-2020) | 66,67%   |
| GameSpot                           | 6,6/10   |
| GameSpy                            | 84/100   |

Secondo Mattieu Saint-Dennis, manager del marketing della Cryo Interactive, Pompei ha venduto 120'000 copie nella sola Europa il mese di dicembre del 2000, di cui 30.000 in Francia.
Tom Houston della Just Adventure ne ha lodato storia, grafiche e enigmi, rendendolo al pari di Egypt 1156 a.C.: l'enigma della tomba reale, Cina - Crimini nella Città Proibita, e Aztec, tutti giochi della Cryo Interactive. Al contrario, Ray Ivey, anch'egli della Just Adventure, ha votato il gioco con una D, commentando che l'esperienza lo ha lasciato "imbronciato per giorni". Tamara Schembri, della GameSpy, lo ha confrontato positivamente con Atlantis II (Beyond Atlantis), in quanto il primo ha mescolato bene educazione e divertimento. Michael Lafferty della GameZone lo ha ritenuto un gioco d'avventura per tutta la famiglia con una storia abbondante.